# Aleksandr Smirnow (1912–1997)
Aleksandr Iwanowicz Smirnow (ros. Александр Иванович Смирнов, ur. 27 czerwca 1912 we wsi Byczicha w guberni kostromskiej, zm. 25 września 1997 w Moskwie) –  rosyjski komunista, dyplomata ZSRR, I sekretarz Komitetu Obwodowego KPZR w Czycie (1961-1973).
1931 ukończył technikum rolnicze, później studiował w Gorkowskim Instytucie Rolniczym (do 1941 ukończył 4 kursy), 1933-1938 był starszym zootechnikiem rejonowego oddziału rolniczego i głównym zootechnikiem Gorkowskiego Krajowego/Obwodowego Wydziału Rolniczego, od 1937 w WKP(b), 1938-1941 szef Obwodowego Zarządu Hodowli w Gorkim. 1941–1942 w Armii Czerwonej, 1943 sekretarz Komitetu Obwodowego WKP(b) w Gorkim ds. hodowli, 1943-1947 w KC KP(b)U, 1947-1948 w Komitecie Obwodowym WKP(b) w Rostowie, potem instruktor KC WKP(b) i kierownik Sektora ds. Weryfikacji Organów Partyjnych KC WKP(b), 1951-1953 pomocnik kierownika Wydziału Rolnego KC WKP(b)/KPZR.
W 1953 zaocznie ukończył Wyższą Szkołę Partyjną przy KC KPZR. Od sierpnia 1953 do kwietnia 1955 II sekretarz Komitetu Obwodowego KPZR w Czycie, od kwietnia 1955 do maja 1961 przewodniczący Komitetu Wykonawczego Rady Obwodowej w Czycie, od 13 kwietnia 1961 do 11 lipca 1973 I sekretarz Komitetu Obwodowego KPZR w Czycie (od stycznia 1963 do grudnia 1964: Wiejskiego Komitetu Obwodowego KPZR). Od 31 października 1961 do 25 lutego 1986 zastępca członka KC KPZR, od 10 lipca 1973 do 18 lutego 1983 ambasador nadzwyczajny i pełnomocny ZSRR w Mongolii, następnie na emeryturze. Deputowany do Rady Najwyższej ZSRR od 6 do 8 kadencji. Pochowany na Cmentarzu Kuncewskim w Moskwie.

## Odznaczenia
- Order Lenina (dwukrotnie - 1957 i 1971)
- Order Rewolucji Październikowej (25 czerwca 1982)
- Order Czerwonego Sztandaru Pracy (dwukrotnie - 1962 i 1966)
- Order Wojny Ojczyźnianej II klasy (1945)